# Dibutade

Moderne Interpretation des Mythos: Die Erfindung der Malerei von Eduard Daege (1832), heute in der Alten Nationalgalerie

Als Dibutade (auch Kora, Kore etc.) wird die wohl mythische Tochter des korinthischen Töpfers Butades bezeichnet. Ihre Geschichte wird oft als Entstehungsmythos der griechischen Kunst, der Malerei oder der Zeichenkunst genannt. Ihr wahrer Name ist nicht überliefert, die Bezeichnungen sind moderne Erfindungen beziehungsweise Fehlinterpretationen.

## Mythos und Realität

### Mythos
„Dibutade“, die mit ihrem aus Sikyon gebürtigen Vater Butades in Korinth lebte, zeichnete das Schattenprofil des Kopfes ihres Geliebten nach, das durch eine Lampe an die Wand geworfen wurde. Damit wollte sie ein Andenken behalten, weil er nach dem Treffen auf Reisen ging. Als Butades das sah, füllte er den Umriss aus, indem er Ton auf die Wand aufbrachte und so ein Gesicht im Relief schuf, das er dann zusammen mit anderen Töpfereien brannte. Das entstandene Werk weihte er im Nymphäum von Korinth.

### Überlieferung
Diese Geschichte ist heute einzig durch zwei Nennungen in der antiken griechischen Literatur bekannt. Plinius der Ältere schildert in seiner Naturalis historia neben dieser noch weitere Butades zugeschriebene Erfindungen, Athenagoras von Athen beschreibt nur die „Dibutade“ betreffende Geschichte. Beide Stellen sind sehr kurz und wenig detailliert. Zum Teil widersprechen sie sich auch: Während Plinius beschreibt, dass Butades das Relief erschuf, indem er Ton auf die Wand aufbrachte (im Sinne einer Plastik), beschreibt Athenagoras, wie Butades die Zeichnung aushöhlte und dann mit Lehm füllte (im Sinne eines versenkten Reliefs).
Laut Plinius hing das Relief noch bis zur Zerstörung durch die Römer unter Lucius Mummius im Jahr 146 v. Chr. im Nymphäum von Korinth. Athenagoras berichtet, der Abdruck befände sich noch zum Zeitpunkt seines Schreibens, also in der zweiten Hälfte des 2. Jahrhunderts n. Chr., in der Stadt.

## Name
Die Tochter Butades’ ist in beiden Quellen nicht mit Namen genannt. Bei Athenagoras wird sie Kore genannt (altgriechisch Κόρη), also „Mädchen“ beziehungsweise „Tochter“. Das ist kein Eigenname, findet aber in der griechischen Antike zuweilen als Beiname oder sprechender Name Verwendung. Obwohl in der wissenschaftlichen Forschung die fälschliche Annahme, es handele sich hierbei um einen Eigennamen, schon früh widerlegt wurde, so 1922 von Georg Lippold in Paulys Realencyclopädie der classischen Altertumswissenschaft, findet der falsche Name sich manchmal noch in der Literatur.
Auch ein 1904 bei Clara Erskine Clement Waters genannter alternativer Name, Callirhoe/Kallirhoe, muss als moderne Fiktion gelten, ebenso wie weitere Ausschmückungen des Lebens der Liebenden. Ebenso sind die Namensformen Debutades, Dibutatis und Dibutade eine moderne Erfindung beziehungsweise Fehlinterpretation in Verbindung mit dem Namen des Vaters, der ebenfalls in der Rezeption häufig unter diesen Namen geführt wird. In der neueren englischsprachigen Forschung wird sie meist Corinthian maid (etwa: „korinthische junge Frau“) genannt.

## Rezeption

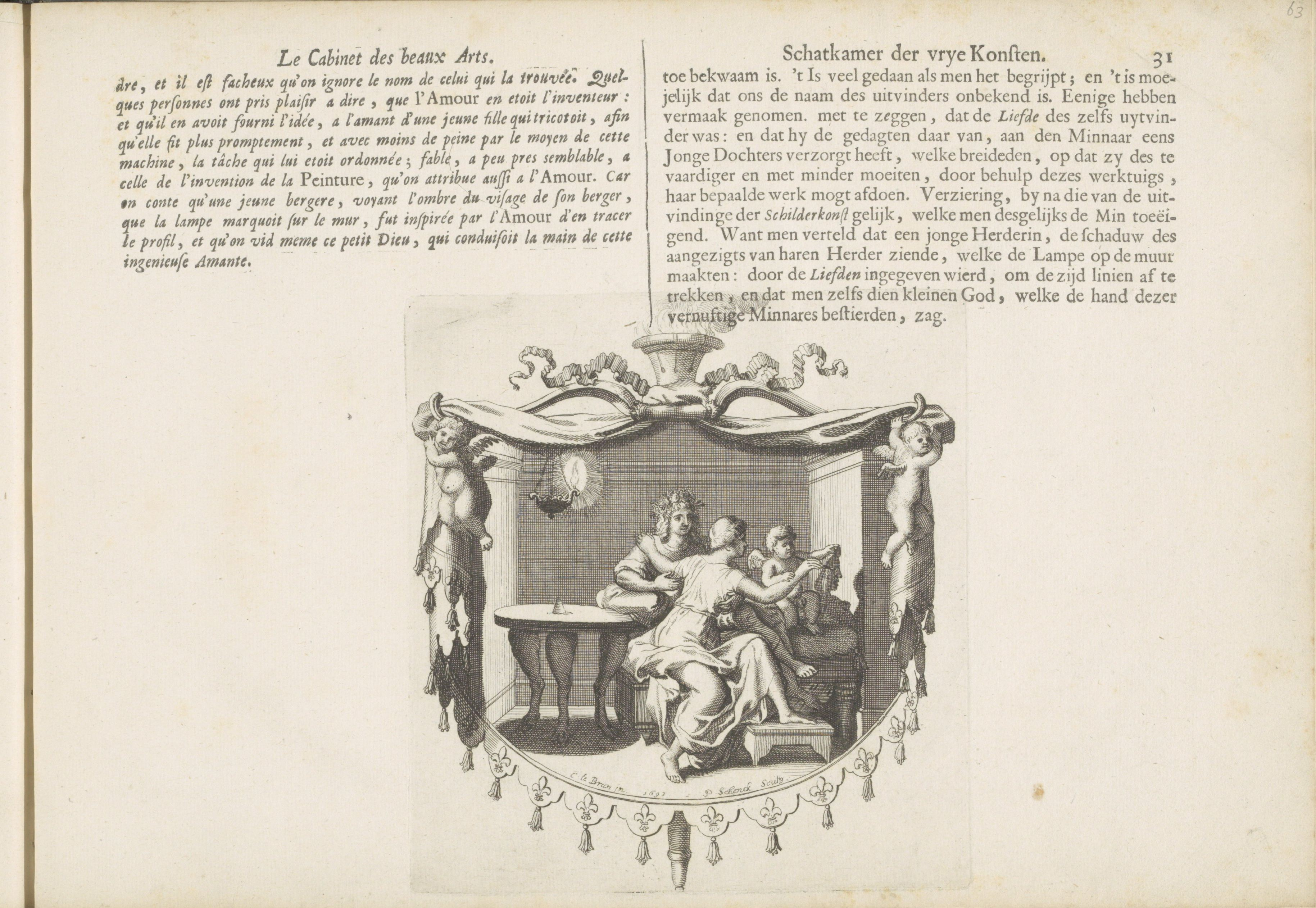
L’invention du dessin, Kupferstich von François Chauveau nach einer Zeichnung von Charles Le Brun, 1690

The Origin of Painting von Joseph Wright of Derby (1784) in der National Gallery of Art

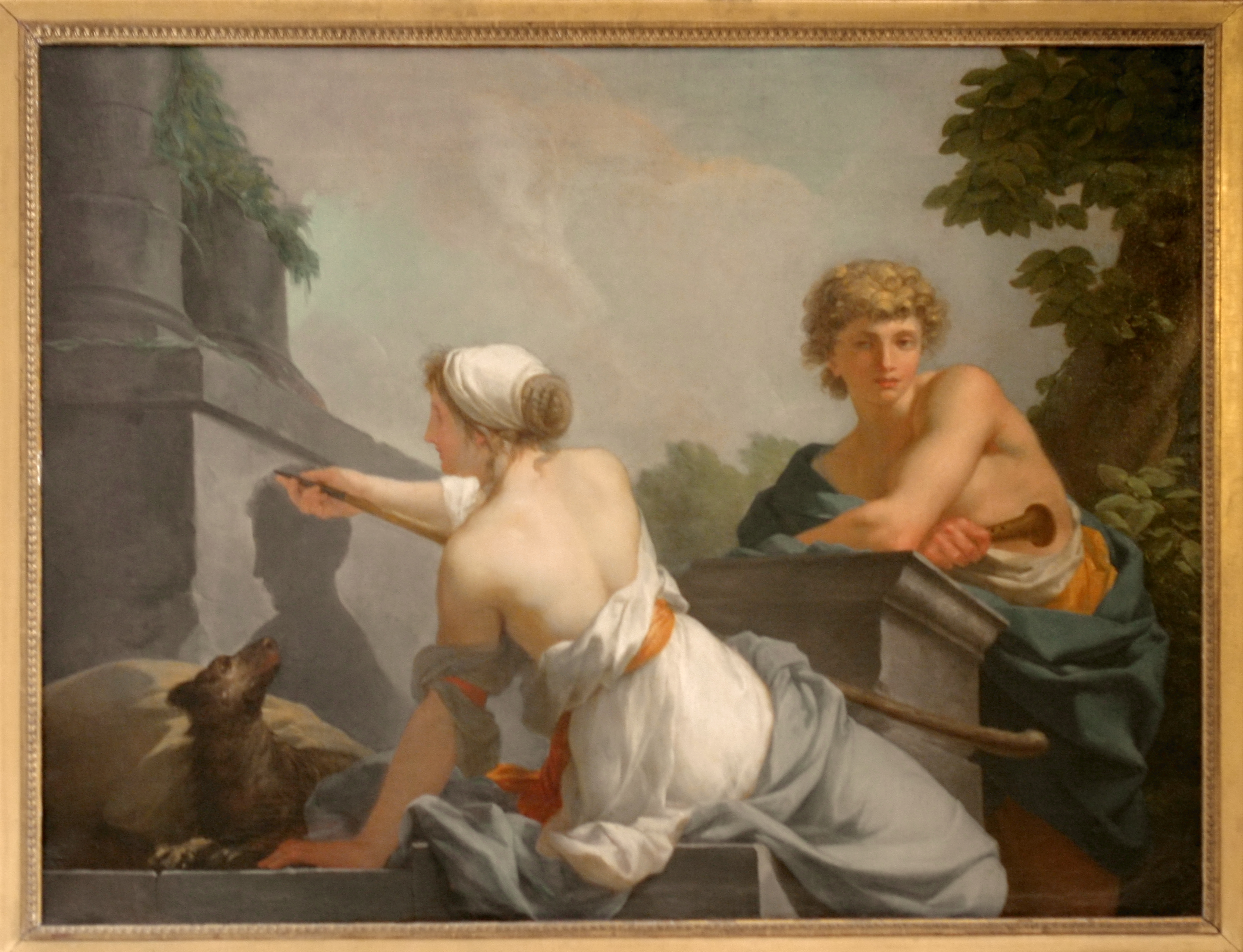
L’Origine de la peinture/Dibutade von Jean-Baptiste Regnault (1785) im Schloss Versailles

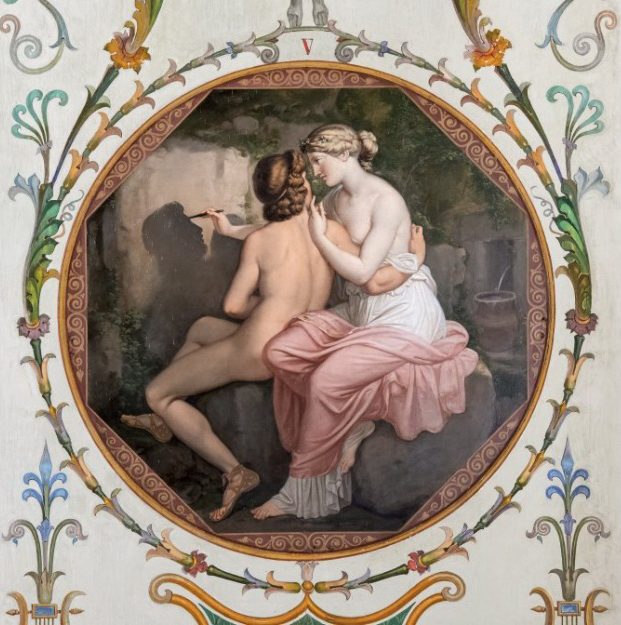
Fresco von Johann Georg Hiltensperger in der Eremitage in Sankt Petersburg (1845–1848)

### Bildende Kunst
In der Renaissance und Frühen Neuzeit wurde diese Geschichte, meist ohne Nennung der Namen, in zahlreichen Traktaten über die Malkunst aufgegriffen. Sie unterstützte dabei die Theorie des Disegno. Indem Giorgio Vasari Plinius missinterpretierte, schrieb er fälschlicherweise dem König Gyges die Erfindung der Malerei zu, der seinen eigenen Schatten gemalt habe. Zweimal stellte Vasari diesen Topos dar. Leon Battista Alberti wiederum argumentierte, Narziss sei der Erfinder der Malerei, weil er sich in sein eigenes Abbild verliebte.
Im späten 16. Jahrhundert kam das Motiv der jungen Korintherin, die ihren Geliebten malt, in der europäischen Kunst auf, meist unter dem Titel Die Erfindung der Malerei. Ihre Ikonografie zeigte meist ein junges Paar in einem antikisierenden Bildraum. Bereits in der ersten bekannten Darstellung, einem Stich nach Charles Le Brun, führt ein Cupido die Hand Dibutades, als Zeichen dafür, dass Liebe kreativ und erfinderisch macht. Nur selten ist auch Butades dargestellt, so etwa 1769 bei Cochin dem Jüngeren. Manchmal wurde auch ein junger Mann gezeigt, wie er den Schatten einer Frau (oder eines Mannes) nachzeichnete, so etwa bei Bartolomé Esteban Murillo, Auguste Jean Baptiste Vinchon und Nicolas Louis François Gosse sowie bei Karl Friedrich Schinkel.
Das Motiv erfuhr seinen Höhepunkt zwischen 1770 und 1820. Anne Louis Girodet notierte 1820: „Die Geschichte von Dibutade kennt jeder.“
Die folgende unvollständige Liste ist chronologisch geordnet:
- Charles Le Brun: L’invention du dessin (Zeichnung, vor 1676)[16], erhalten in einem Stich von François Chauveau, 1690[17]
- Bartolomé Esteban Murillo: El Cuadro de las Sombras (Gemälde, ca. 1660)
- Charles-Nicolas Cochin der Jüngere: [ohne Titel] (Zeichnung, 1769), Stich von B. L. Prevost[18]
- Joachim von Sandrart: Dibutade in Teutsche Academie II (Kupferstich, 1675)
- Jean Raoux: The Origin of Painting, Dibutades Tracing the Portrait of her Lover (Gemälde, 1714–1717)
- Johann Eleazar Schenau: L’origine de la peinture, ou Les portraits à la mode (Gemälde, 1770)
- Alexander Runciman (1736–1785): The Origin of Painting (Ölskizze, 1771)
- David Allan: The Origin of Painting (Gemälde, 1775), Scottish National Gallery[19][20]
- Joseph Wright of Derby: The Origin of Painting / The Corinthian Maid (Gemälde, 1782–1785), Washington, National Gallery of Art
- Jean-Baptiste Regnault: L’Origine de la peinture/Dibutade (Gemälde, 1785), Paris, Musée du Louvre
- Louis-Philippe Mouchy (1734–1801): Dibutade (Medaille, 1785), Brüssel, Königliche Museen der Schönen Künste
- Joseph-Benoît Suvée: Die Erfindung der Zeichenkunst (Gemälde, 1791), Brügge, Musée Communal des Beaux-Arts
- Pierre Bouillon (1776–1831): Diputade (Zeichnung, um 1800), Kupferstich von T.-E. Lingée
- Antoine Claude Fleury (1743–1822): L’origine de la peinture (Gemälde, 1808)
- Jean-Louis Ducis (1775–1847): L’origine de la peinture (Gemälde, 1808), Stich von Gudin
- Jeanne-Elisabeth Chaudet (1767–1832): Dibutade Coming to Visit Her Lover’s Portrait (Zeichnung, 1810)
- William Mulready (1786–1863): The Origin of a Painter (Gemälde, 1826)
- Auguste Jean Baptiste Vinchon (1789–1855) und Nicolas Louis François Gosse: L’origine du dessin (Relief, 1827), Paris, Musée du Louvre
- Anne-Louis Girodet-Trioson: The Origin of Drawing (Kupferstich, 1829)
- Karl Friedrich Schinkel: Die Erfindung der Malerei (Gouache, 1830), Wuppertal, Von der Heydt-Museum
- Johann Erdmann Hummel: Die Erfindung der Zeichenkunst (1834, verschollenes Gemälde), erhalten in zwei Zeichnungen, Berlin, Kupferstichkabinett
- Johann Georg Hiltensperger: Легенда о дочери коринфского гончара Бутада (Fresco, 1845–1848)
- Honoré Daumier (1808–1879): Les nuits de Pénélope (Lithografie, 1841–1843)
- Edmund Blair Leighton: The Shadow (Gemälde, ca. 1909)
- Judy Chicago: The Dinner Party (Installation, 1974–1979)
- Vitaly Komar und Alex Melamid: The Origin of Socalist Realism (Gemälde, 1982–1983)[21]
- Karen Knorr: The Pencil of Nature (Fotografie, 1994)[22]
- R. B. Kitaj: Los Angeles No. 22 (Gemälde, 2002)[23]
- Francine van Hove: Dibutades (Gemälde, 2007)[22]
- Marlene Dumas: The Origin of Painting (The Double Room) (Gemälde, 2018)[24]